# Manuel Chuanguira Machado
Manuel Chuanguira Machado (ur. 11 czerwca 1950 w Banaze, zm. 11 października 2023) – mozambicki duchowny rzymskokatolicki, w latach 1994-2009 biskup Gurué.

## Życiorys
Święcenia kapłańskie przyjął 13 grudnia 1981. 6 grudnia 1993 został prekonizowany biskupem Gurué. Sakrę biskupią otrzymał 22 maja 1994. 9 października 2009 zrezygnował z urzędu.